# Emmanuel Ebiede
Emmanuel Ebiede (ur. 16 sierpnia 1978 w Port Harcourt, zm. 14 kwietnia 2023 tamże) – nigeryjski piłkarz występujący na pozycji pomocnika, reprezentant kraju.

## Życiorys
Seniorską karierę rozpoczynał w 1994 roku w Sharks FC. W 1995 roku przeszedł do Eendrachtu Aalst. W Eerste klasse zadebiutował 19 sierpnia 1995 roku w wygranym 1:0 spotkaniu z Royal Antwerp FC. Ogółem rozegrał 34 mecze w najwyższej klasie rozgrywkowej w Belgii. Wiosną 1997 roku przebywał dwa miesiące w więzieniu pod zarzutem gwałtu. Latem tegoż roku przeszedł do sc Heerenveen. W Eredivisie rozegrał 36 spotkań, debiutując 20 sierpnia 1997 roku w wygranym 2:1 meczu z NAC Breda. 28 stycznia 1998 roku zadebiutował w reprezentacji w wygranym 1:0 towarzyskim meczu z Iranem. W październiku 1999 roku jego kontrakt z Heerenveen został rozwiązany. Następnie występował w klubach emirackich. W 2004 roku wrócił do Europy, wiążąc się kontraktem z FC Aszdod. W Ligat ha’Al zadebiutował 28 sierpnia 2004 roku w przegranym 0:1 meczu z Maccabi Hajfa. W Izraelu występował do 2007 roku, reprezentując jeszcze barwy Maccabi Petach Tikwa i Hapoelu Bnei Lod. W 2009 roku wrócił do Nigerii, grając w Bayelsie United, a następnie w Sharks FC. W 2011 roku zakończył karierę.

## Statystyki ligowe
| Sezon         | Klub                 | Liga                   | Mecze | Gole |
| ------------- | -------------------- | ---------------------- | ----- | ---- |
| 1995/1996     | VSC Eendracht Aalst  | Eerste klasse          | 26    | 4    |
| 1996/1997     | VSC Eendracht Aalst  | Eerste klasse          | 8     | 0    |
| 1997/1998     | sc Heerenveen        | Eredivisie             | 21    | 2    |
| 1998/1999     | sc Heerenveen        | Eredivisie             | 11    | 0    |
| 1999/2000 (j) | sc Heerenveen        | Eredivisie             | 4     | 0    |
| 2004/2005     | FC Aszdod            | Ligat ha’Al            | 31    | 8    |
| 2005/2006     | FC Aszdod            | Ligat ha’Al            | 33    | 5    |
| 2006/2007 (j) | Maccabi Petach Tikwa | Ligat ha’Al            | 3     | 0    |
| 2006/2007 (w) | Hapoel Bnei Lod      | Liga Leumit            | 18    | 3    |
| 2009/2010     | Bayelsa United FC    | Nigeria Premier League | ?     | 1    |